# Jean-Pierre Thiollet
Jean-Pierre Thiollet (n. 9 decembrie 1956, Poitiers, Poitou-Charentes, Franța) este un scriitor francez.
Este cunoscut mai ales pentru Je m'appelle Byblos, Barbey d'Aurevilly, și Carré d'Art  (George Byron, Jules Barbey d'Aurevilly, Salvador Dali, Jean-Edern Hallier) .
În 2005, este, cu alți autori, Alain Decaux și Frédéric Beigbeder, un membru al Salon du livre (Beirut).
În 2017, el a creat Cercul InterHallier in tribut la Jean-Edern Hallier.
Soția sa, Monique Thiollet, principal, este candidată la alegerile municipale din 15 și 22 martie 2020 în Châtellerault, pe lista condusă de David Simon, susținută de République en marche.

## Opere
- 2024: Hallier, chagrins d'amour
- 2023: Hallier, tout feu tout flamme
- 2022: Hallier en roue libre
- 2021: Hallier, l'Edernel retour
- 2020: Hallier, l'Homme debout
- 2019: Hallier Edernellement vôtre
- 2018: Hallier ou l'Edernité en marche
- 2017: Improvisation so piano
- 2016: Hallier, l'Edernel jeune homme
- 2015: 88 notes pour piano solo
- 2012: Piano ma non solo
- 2010: Bodream ou rêve de Bodrum
- 2008: Carré d'Art
- 2006: Barbey d'Aurevilly
- 2005: Je m'appelle Byblos
- 2004: Sax, Mule & Co
- 2002: Beau linge et argent sale - Fraude fiscale internationale et blanchiment des capitaux
- 1998: Le Chevallier à découvert și La Pensée unique : le vrai procès (cu alți autori)
- 1997: Euro-CV
- 1982: Utrillo (cu alți autori)